# 石飛恵里花
石飛 恵里花（いしとび えりか、1997年5月9日 - ）は、日本の女性声優。埼玉県出身。ホーリーピーク所属。声優アイドルグループ・ピュアリーモンスターの元メンバー。ファッション雑誌『Popteen』の元専属モデル。

## 経歴
2012年12月、ティーン向けファッション雑誌『Popteen』主催の『第4回Popteenモデルオーディション』においてファイナリストに選出され、「POPモデル賞」を受賞。同誌の読者モデルとしてデビューし活動。高校卒業時Popteenを卒業することを決めていた。
2016年6月2日、声優としてホーリーピークの所属になったことを発表。
2017年5月、ホーリーピーク・アミュレート合同の声優アイドルユニット「ピュアリーモンスター」を結成、活動を開始。同年8月より、カプコンが運営するモンスターハンター公式ファンサイト『モンハン部』の新人女子マネージャーとして活動。
2021年2月21日、自身のTwitterで突発性難聴であることを発表した。
2021年5月17日、ピュアリーモンスターからの卒業を発表した。同年11月3日卒業。

## 人物
学生時代、夢小説のサイトを運営していた。中学時代は不登校だった事を明かしている。
趣味は読書、ゲーム。特技はSNS、カメラ。
飼い猫の名前は「てん」。「てんさん」と呼んでいる。

## 出演
太字はメインキャラクター。

### テレビアニメ
2017年
- セントールの悩み（佐藤高美、みーちゃん、女子生徒B、水人女子〈魔王灘〉、担任）

2018年
- 多田くんは恋をしない（メイド）

2021年
- オルタンシア・サーガ（アルフレッド〈幼少期〉）
- 魔法科高校の優等生（水尾佐保）
- アサルトリリィ ふるーつ（飯島恋花）

2024年
- ブルーアーカイブ The Animation（伊草ハルカ）

### 劇場アニメ
- 劇場版 ソードアート・オンライン -プログレッシブ- 星なき夜のアリア（2021年）
- 劇場版IDOL舞SHOW（2022年、清見みさ緒[17]）

### Webアニメ
- ブルーアーカイブ「beautiful day dreamer」（2022年、伊草ハルカ）

### ゲーム
2016年
- チェインクロニクル3（カーリン）

2017年
- 放置少女〜百花繚乱の萌姫たち〜（公孫サン、服部半蔵〈初代〉、嫦娥）
- 温泉むすめ ゆのはなこれくしょん（原鶴美鵺）
- ナイツクロニクル（カルメン）
- デスティニーチャイルド（イシス）
- 死印（広尾まどか）
- 陰陽おとぎソール（タイタニア）（炬燵）

2018年
- エターナルリンケージ 〜蒼穹のアムネシア〜（エリリン）
- ファイトリーグ菓子増し娘 こづち　（断罪のルイゼット）
- 都立水商！（篠森海子）
- メタルマックス ゼノ（トニ）
- 禍つヴァールハイト（ファニー）
- NG（鬼島愛海、かくや）
- オルタンシア・サーガ -蒼の騎士団-（主人公〈幼少期〉、ジェニー）

2019年
- 異世界で始める偉人大戦争〜陣取りしてみませんか〜（女神ブリュンヒルデ）
- キグルミキノコ Q-bit（白影雪花）
- 魔法使いと黒猫のウィズ（五所川原五美 / エニグマブラックリリー、夙川アキーム）

2020年
- りっく☆じあ〜す（グラーニャ）
- 神装の戦乙女（キャメリサ）
- 帝国戦記（レリーア）
- BATON=RELAY（椛坂冬華）
- eBASEBALLパワフルプロ野球2020（カリーナ・スリムスカヤ）
- メタルマックス ゼノ リボーン（トニ）
- グリザイア クロノスリベリオン（エレナ）

2021年
- アサルトリリィ Last Bullet（飯島恋花）
- ブルーアーカイブ -Blue Archive-（2021年 - 2023年、伊草ハルカ）
- ファミコン探偵倶楽部 消えた後継者（山崎茜）
- 舞歌ファンタジア（春宮陽葵）
- ガーディアンテイルズ（ネヴァ）

2022年
- ミコノート はれときどきけがれ（アヤカシコネ、アワナギ）
- 帝国戦記（エポラル）
- シンクロニクル（タユテラ）
- レッド：プライドオブエデン（レイン）
- 死噛 〜シビトマギレ〜（広尾まどか、堀越ナオミ）

2023年
- サクライグノラムス（ナズナ）
- 六本木サディスティックナイト（東方ユウキ）

2024年
- 逆転オセロニア（ベル）

- コトダマン （ロゲローゲ）
- D4DJ Groovy Mix （園能寺咲耶[32]）

### ラジオ
※はインターネット配信。
- 飛べっ!石飛!（2018年 - 2020年、超!A&G+※）
- パワーボイスA 徳井青空のアニメ“ちゅ〜♡”ずでい（2018年 - 2019年、NHKラジオ第1） - アシスタント
- IDOL舞SHOW〜天下旗争奪ラジオ〜（2019年 - 2020年、超!A&G+※） - 週替わりパーソナリティ
- あにげっちゅ〜徳井青空の今日からオタ活（2019年 - 2021年、NHKラジオ第1）
- ブルアカらじお（2024年 - 、文化放送・超!A&G+※）[33]
- Good Luck! Morning! (NACK5 2024年10月7日 休暇中のアロハ太朗の代演)
- 豊田萌絵 with もえころがし（2024年、超!A&G+※） - 11月アシスタント
- FAV FOUR（2025年 - 、NACK5） - 火曜アシスタント[34]

### テレビ番組
※はインターネット配信。
- NEXT STAGE（2013年10月7日 - 12月23日、テレビ東京） - リポーター
- 〜ニュースは疑問に満ちている〜サカガミ調査団！〈フジバラナイト SAT〉（2014年12月27日 - 、フジテレビ）
- 超流派（2015年7月24日 - 、テレビ東京）
- えりりんの「ほぼ日刊ゲーム好き放送（火）」＠ゲータマ（2015年 - 2016年、ニコニコ生放送※）
- えなコスTV（2020年1月 - 3月、TOKYO MX・BS日テレ）[35]
- 三木一馬と石飛恵里花のラノベは人生！（2020年 - 2021年、ニコニコ生放送※・YouTube※）[36]
- 石飛恵里花の放課後活動部（2021年 - 2023年、ニコニコ生放送※・YouTube※）[37]
- 田辺留依・石飛恵里花の帝王大付属高校 潜入部！（2021年12月23日 - 、Youtube※）[38]
- 石飛恵里花のふわふわキャンパスライフ（2023年10月10日 - 、OPENREC.tv※）[39]
- Gヘルスケア（2025年4月10日 - 、TBSテレビ・Youtube※） - 木曜日担当[40]

### 吹き替え
- ミルドレッドの魔女学校（2020年 - 2022年、クラリス・ツイッグ〈キティ・スラック〉）

### ナレーション
- Flick!On!TV YouTubeチャンネル「芸人、熟れる。社ネタを作ろうココロカ編。」

### ボイスドラマ
- IDOL舞SHOW エピソードZERO（2020年、清見みさ緒[41]）
- 六本木サディスティックナイト（2021年、東方ユウキ[42]）

### 舞台
- FLYING PIRATES ネバーランド漂流記-featuringGUY'S-（2015年4月29日 - 5月4日、新宿村LIVE）
- 神保町界隈「アイドルくの一忍法帖 -風魔四姉妹の逆襲-」（2016年10月13日 - 16日、テアトルBONBON）
- bpm本公演「聖の夜」（2018年12月5日 - 12日、六本木トリコロールシアター）
- アサルトリリィ The Fateful Gift（2020年9月3日 - 13日、東京建物 Brillia HALL） - 飯島恋花 役
- アドリブ舞台「月刊ガチプリ学園」＃1 ～ ＃5（2023年2月18日 - 6月28日、ところざわサクラタウン・R'sアートコート）
- LIAR GAME murder mystery（2023年3月9日、飛行船シアター） - 石跳 役（午前の部）、恵里花 役（午後の部）
- 舞台 D4DJ「有栖川学院文化祭 LIVE STAGE」（2023年4月30日 - 5月7日、飛行船シアター）- 生徒会長 役[43]
- 朗読劇『エイダ』（2023年9月1日 - 9月3日、アニメイトシアター） - リリー・フローラ 役[44]
- 音楽朗読劇 THE LITTLE MATCH GIRL 〜アンデルセン童話「マッチ売りの少女」より〜（2023年11月26日 - 27日、博品館劇場）[45]
- 桜花浪漫堂 朗読劇『人間失格・紅』（2023年12月8日 - 11日、飛行船シアター） - シゲ子・竹一 役（仲村和泉とのダブルキャスト）[46]
- ボイスト8 ～Voice ＆ Stories 予選Aブロック『えのじょ放送部 vs. サイバスフィア』～（2024年4月20日、ところざわサクラタウン） - 藤沢芽瑠 役
- ボイスト9 ～Voice & Stories 予選Aブロック『えのじょ放送部 vs. kIllIng mE』～（2024年5月19日、ところざわサクラタウン） - 藤沢芽瑠 役
- ボイスト12 ～あかねさす＋えのじょ放送部「あかねさす紫の息吹は澄めり」～（2024年8月31日、ところざわサクラタウン） - 藤沢芽瑠 役
- アサルトリリィ Last Bullet READING & LIVE 残響のスキャルドメール 〜命の証明・未来への共鳴〜（2024年10月20日、昭和大学上條記念館） - 飯島恋花 役
- 本読みLIVE 『すりあくっ!!!』　vol.1（2025年1月26日、ポプリホール鶴川）[47]
- Voice & Stories ランダムマッチ交流戦 UNDERCΦDE VS えのじょ放送部「The First Impression 第1印象から決めてました! 〜三人ならきっと…～」  （2025年2月15日、シアター代官山） - 藤沢芽瑠 役
- メイホリックシアター18 朗読劇『美術室に置き去りにされた天使－再演－』（2025年4月2日 - 3日、6日、シアターサンモール） - リナリー 役（紫月杏朱彩とのダブルキャスト）[48]
- Voice & Stories予選最終試合 えのじょ放送部v.s.ダンデライオン「転移転生!君は今までに焼いたカルビの枚数を覚えてる? 〜僕には救いたい人がいるんだ〜」（2025年4月13日、恵比寿エコー劇場） - 藤沢芽瑠 役
- Voice & Stories ボイスト 本戦前夜祭 〜君に伝えたいことがある〜 私たちの決意表明！ （2025年6月1日、シアター代官山） - 藤沢芽瑠 役
- アサルトリリィ Last Bullet READING THEATER Still Alive 〜紡がれる遺志〜（2025年7月27日、ヒューリックホール東京） - 飯島恋花 役[49]

### その他コンテンツ
- 細川たかし「屋久島」スペシャルパッケージ 特典映像 屋久島観光協会公認！細川たかしがギャルと巡る屋久島の魅力DVD（2013年、日本コロムビア）[50]

## ディスコグラフィ

### キャラクターソング
| 発売日  | 商品名                                                                              | 歌 | 楽曲                                                             | 備考                                                      |
| 2020年  | 2020年                                                                              | 2020年 | 2020年                                                           | 2020年                                                    |
| ------- | ----------------------------------------------------------------------------------- | --- | ---------------------------------------------------------------- | --------------------------------------------------------- |
| 1月8日  | カレント・ザナドゥ                                                                  | X-UC | 「カレント・ザナドゥ」 「Smile×Work!」                           | 『IDOL舞SHOW』関連曲                                      |
| 1月8日  | カレント・ザナドゥ 通常盤                                                           | NO PRINCESS、三日月眼、X-UC | 「SENRAN!アイドル天下道へ」                                      | 『IDOL舞SHOW』関連曲                                      |
| 6月17日 | Start me up/かけだしのモノローグ                                                    | BATON=RELAY Project | 「Start me up」 「かけだしのモノローグ」                         | ゲーム『BATON=RELAY』関連曲                               |
| 6月17日 | Start me up/かけだしのモノローグ                                                    | Bambina! | 「ビバフィーバーバンビーナ」                                     | ゲーム『BATON=RELAY』関連曲                               |
| 6月17日 | ミライ=バトン                                                                       | BATON=RELAY Project | 「ミライ=バトン」                                                | ゲーム『BATON=RELAY』関連曲                               |
| 6月17日 | ミライ=バトン                                                                       | Bambina! | 「四葉のクローバー〜10000分の1の君〜」                           | ゲーム『BATON=RELAY』関連曲                               |
| 10月7日 | Papier Mache IDOL                                                                   | X-UC | 「Papier Mache IDOL」 「Brave Call ! 〜& Just Now We come ! 〜」 | 『IDOL舞SHOW』関連曲                                      |
| 2021年  |                                                                                     | |                                                                  |                                                           |
| 5月26日 | 舞台「アサルトリリィ League of Gardens / アサルトリリィ The Fateful Gift」 BD特典CD | 一柳隊、ルド女選抜、御台場選抜、相模女子選抜、ヘルヴォル、御前（佃井皆美）                                                               | 「君の手を離さない」                                             | 舞台『アサルトリリィ The Fateful Gift』オープニングテーマ |
| 9月8日  | Edel Lilie（Last Bullet MIX） ヘルヴォルVer.                                        | ヘルヴォル | 「Fringed iris」                                                 | ゲーム『アサルトリリィ Last Bullet』関連曲                |
| 2022年  |                                                                                     | |                                                                  |                                                           |
| 2月9日  | Neunt Praeludium（Last Bullet MIX） ヘルヴォルver.                                  | ヘルヴォル | 「蕾の中の奇跡」 「Resonant Hearts」                             | ゲーム『アサルトリリィ Last Bullet』関連曲                |
| 2月9日  | Neunt Praeludium（Last Bullet MIX）Blu-ray付生産限定盤                              | アサルトリリィ Last Bullet | 「蕾の中の奇跡」                                                 | ゲーム『アサルトリリィ Last Bullet』関連曲                |
| 6月22日 | YEAH SAY YEAHHH!/無限日本列島LOVE/パステルグレイ                                    | X-UC | 「パステルグレイ」                                               | 劇場アニメ『劇場版IDOL舞SHOW』エンディングテーマ          |
| 6月22日 | YEAH SAY YEAHHH!/無限日本列島LOVE/パステルグレイ @Loppi・HMV限定盤                  | NO PRINCESS、三日月眼、X-UC | 「SENRAN! アイドル天下道へ2022」                                 | 劇場アニメ『劇場版IDOL舞SHOW』テーマソング                |
| 8月3日  | Diverse                                                                             | 飯島恋花（石飛恵里花） | 「Gonna be OK!」                                                 | ゲーム『アサルトリリィ Last Bullet』関連曲                |
| 2023年  |                                                                                     | |                                                                  |                                                           |
| 11月8日 | トウメイダイアリー/Wish Drop                                                        | 一柳梨璃（赤尾ひかる）、白井夢結（夏吉ゆうこ）、相澤一葉（藤井彩加）、飯島恋花（石飛恵里花）、今叶星（前田佳織里）、宮川高嶺（礒部花凜） | 「Wish Drop」                                                    | ゲーム『アサルトリリィ Last Bullet』関連曲                |
| 2024年  |                                                                                     | |                                                                  |                                                           |
| 1月21日 | ブルーアーカイブ 青春あんさんぶる Vol.3「便利屋68」                                 | 便利屋68 | 「一日一惡★レッツゴー！」                                        | ゲーム『ブルーアーカイブ -Blue Archive-』関連曲           |
| 2月7日  | 運命のトリニティ                                                                    | ヘルヴォル、クエレブレ | 「REFLECTIONS」                                                  | ゲーム『アサルトリリィ Last Bullet』関連曲                |
| 2月7日  | 運命のトリニティ                                                                    | ヘルヴォル | 「REFLECTIONS」                                                  | ゲーム『アサルトリリィ Last Bullet』関連曲                |
| 2月7日  | 運命のトリニティ                                                                    | 相澤一葉（藤井彩加）、飯島恋花（石飛恵里花）                                                                                             | 「Wish Drop」                                                    | ゲーム『アサルトリリィ Last Bullet』関連曲                |

## 書籍
- Popteen（2012年 - 2016年、角川春樹事務所） - モデル

### 写真集
- 石飛恵里花1stフォトブック『Cheer』（2019年9月18日、ポニーキャニオン）
- 石飛恵里花写真集『えりか、たべる。』（2021年9月17日、ムービック）
- 石飛恵里花写真集『どのえりか？』（2024年11月15日、ムービック）

### デジタル写真集
- 石飛恵里花フォトブック『えりかとデート。』（2023年3月10日、週刊プレイボーイ）

### ユニットメンバー
1. 1 2 3 4 5  羽美野りさ（諏訪ななか）、猿野さくら（花谷麻妃）、星月小春（豊田萌絵）、掛川こころ（長谷川玲奈）、安奈あき（酒井美沙乃）、百合ヶ丘みさき（鈴木杏奈）、霧野しおり（北原侑奈）、八村かをり（青山桜子）、伊佐山エリナ（二ノ宮ゆい）、清見みさ緒（石飛恵里花）
2. ↑  花園ユイカ（三澤紗千香）、星野しほ（倉知玲鳳）、明瀬亜美（堀内まり菜）、胡桃坂らぶ（阿部寿世）
3. 1 2  綾瀬双葉（木戸衣吹）、若月美鈴（岡咲美保）、金剛寺ゆい（中島由貴）
4. 1 2  桜美聡（白花恋香）、日向葉澄（矢野妃菜喜）、小見川薫（白河みずな）、神宮凜々花（星希成奏）、五条咲（たけだまりこ）、高橋京子（ペイトン尚未）、千歳つくし（小坂澄）、椛坂冬華（石飛恵里花）、白川琴音（澤田真里愛）、広瀬晶（水野朔）、新瑞なお（潮先夏海）、神崎千里（橘一花）、戸田有理（鳴海夏音）、村山萌（日原あゆみ）、天神茉莉（美久月楓）、瀬戸ひなの（春咲暖）
5. 1 2  五条咲（たけだまりこ）、高橋京子（ペイトン尚未）、千歳つくし（小坂澄）、椛坂冬華（石飛恵里花）
6. ↑  一柳梨璃（赤尾ひかる）、白井夢結（夏吉ゆうこ）、楓・J・ヌーベル（井澤美香子）、二川二水（西本りみ）、安藤鶴紗（紡木吏佐）、吉村・Thi・梅（岩田陽葵）、郭神琳（星守紗凪）、王雨嘉（遠野ひかる）、ミリアム・ヒルデガルド・v・グロピウス（高橋花林）
7. ↑  戸田・エウラリア・琴陽（田上真里奈）、福山・ジャンヌ・幸恵（中村裕香里）、岸本・ルチア・来夢（宮瀬玲奈）、黒木・フランシスカ・百合亜（梅原サエリ）、長谷川・ガブリエラ・つぐみ（長橋有沙）
8. ↑  川村楪（あわつまい）、船田初（西葉瑞希）、船田純（石井陽菜）
9. ↑  石川葵（広沢麻衣）
10. 1 2 3 4 5  相澤一葉（藤井彩加）、佐々木藍（夏目愛海）、飯島恋花（石飛恵里花）、初鹿野瑤（三村遙佳）、芹沢千香瑠（野中深愛）
11. ↑  一柳梨璃（赤尾ひかる）、白井夢結（夏吉ゆうこ）、楓・J・ヌーベル（井澤美香子）、二川二水（西本りみ）、安藤鶴紗（紡木吏佐）、吉村・Thi・梅（岩田陽葵）、郭神琳（星守紗凪）、王雨嘉（遠野ひかる）、ミリアム・ヒルデガルド・v・グロピウス（高橋花林）、相澤一葉（藤井彩加）、佐々木藍（夏目愛海）、飯島恋花（石飛恵里花）、初鹿野瑤（三村遙佳）、芹沢千香瑠（野中深愛）、今叶星（前田佳織里）、宮川高嶺（礒部花凜）、土岐紅巴（東城咲耶子）、丹羽灯莉（進藤あまね）、定盛姫歌（富田美憂）
12. ↑  不破ひかる（Machico）、星野しほ（倉知玲鳳）、明瀬亜美（堀内まり菜）、胡桃坂らぶ（阿部寿世）
13. ↑  アル（近藤玲奈）、ムツキ（大久保瑠美）、カヨコ（藤井ゆきよ）、ハルカ（石飛恵里花）
14. ↑  松村優珂（集貝はな）、牧野美岳（河瀬茉希）、賀川蒔菜（木野日菜）、森本結爾（指出毬亜）